# Даниел Георгиев
Даниел Георгиев е български футболист, полузащитник, състезател на Черноморец (Балчик). Роден e на 6 ноември 1982 г. в София. Юноша е на Левски (София).

## Кариера
През 2000 г. Георгиев е преотстъпен от Левски (София) за 6 месеца на холандския Спарта (Ротердам), където играе в Б отбора със статута на аматьор. Следва наем в Дунав (Русе) и Георгиев така и не записва официален мач за родния си клуб.
През 2003 г. преминава във Вихрен (Сандански). Година по-късно е продаден на руския Балтика (Калининград). Там записва едва 8 срещи, след което отново се завръща във Вихрен.
През лятото на 2005 г. Георгиев е привлечен в Локомотив (Пловдив).
След отличното си представяне в пловдивския тим на 16 декември 2005 г. Георгиев, заедно с още трима свои съиграчи, преминава в столичния гранд ЦСКА (София).
През януари 2007 година става част от сделката по преминаването на бразилския футболист Даниел Моралес, който подписва с ЦСКА, като в замяна за Черно море заминават Георгиев и Мирослав Манолов.

## Успехи
ЦСКА (София)
- Купа на България (1): 2005/06

 Черно море
- Купа на България (1): 2014/15
- Суперкупа на България (1): 2015

## Статистика по сезони
| Сезон       | Отбор                 | Първенство  | Мачове | Голове |
| ----------- | --------------------- | ----------- | ------ | ------ |
| 2000/03     | Левски (София)        |             | 0      | 0      |
| 2000/01     | → Спарта (Ротердам) Б | втори отбор | 4      | 2      |
| 2002/03     | → Дунав (Русе)        | втора лига  | 8      | 5      |
| 2003/04     | Вихрен (Сандански)    | втора лига  | 15     | 6      |
| 2004 ес.    | Балтика (Калининград) | втора лига  | 18     | 0      |
| 2005 пр.    | Вихрен (Сандански)    | втора лига  | 15     | 2      |
| 2005 ес.    | Локомотив (Пловдив)   | А група     | 11     | 1      |
| 2005/06     | ЦСКА (София)          | А група     | 7      | 0      |
| 2006/07     | ЦСКА (София)          | А група     | 2      | 0      |
| 2006/07     | Черно море            | А група     | 9      | 0      |
| 2007 ес./08 | Черно море            | А група     | 27     | 4      |
| 2008/09     | Черно море            | А група     | 23     | 3      |
| 2009/10     | Черно море            | А група     | 17     | 4      |
| 2010/11     | Черно море            | А група     | 25     | 1      |
| 2011/12     | Локомотив (Пловдив)   | А група     | 23     | 2      |
| 2012/13     | Локомотив (Пловдив)   | А група     | 25     | 2      |
| 2013/14     | Черно море            | А група     | 36     | 2      |
| 2014/15     | Черно море            | А група     | 11     | 1      |
| 2015/16     | Черно море            | А група     | 24     | 1      |
| 2016/17     | Черно море            | А група     | 21     | 1      |
| 2017        | Септември (София)     | А група     | 6      | 0      |
| 2017/18     | Монтана               | Втора лига  | 22     | 0      |
| 2018/19     | Монтана               | Втора лига  | 30     | 0      |
| 2019/00     | Черноморец (Балчик)   | Втора лига  | 20     | 1      |
| 2020/21     | Черноморец (Балчик)   | Трета лига  | 20     | 4      |